# Krystian Seibert
Krystian Seibert (ur. 7 stycznia 1930 w Chorzowie, zm. 21 stycznia 2015) – polski architekt i urbanista, wieloletni główny architekt miasta Krakowa, autor koncepcji urbanistycznych wielu miast w Polsce i za granicą. Projektant szeregu oryginalnych budowli, publicysta i wykładowca.

## Życiorys
Krystian Seibert urodził się w Chorzowie 7 stycznia 1930. Był synem Wilhelma Józefa Seiberta i Elżbiety (Elzy) Wandy z domu Oleś. Obydwoje rodzice wywodzili się z mniejszości austriackiej i niemieckiej ze Śląska i z okolic Krakowa. Ojciec, działacz PPS, spędził kilka lat w więzieniu we Wronkach w ramach politycznych działań wymierzonych przeciwko przedwojennej inteligencji.
Krystian był absolwentem Politechniki Krakowskiej. Uzyskał dyplom I stopnia (1949-52) oraz dyplom magisterski z architektury i urbanistyki (1952-54). Uprawnienia budowlane uzyskał w 1958. Doktorat z wyróżnieniem w zakresie planowania urbanistycznego obronił w roku 1973 na Politechnice Krakowskiej. Miał czworo dzieci: dwie córki i dwóch synów.

## Działalność zawodowa
Jeszcze jako student Krystian Seibert rozpoczął swoją karierę zawodową od projektów mieszkaniowych, następnie zainteresował się urbanistyką i budownictwem monumentalnym. Z biegiem czasu nabył rozległą praktykę w projektowaniu. Projekty autorstwa Krystiana Seiberta były zawsze oparte na analizach metodologicznych i dyskusjach zawodowych w skali kraju i regionu. Opracowywał schematy wykonywania planów przestrzennych i procesów planowania układu osadniczego oraz zagospodarowania i ochrony środowiska wielu miast. Jego pierwsze prace zawodowe były wykonane w zespole autorskim wspólnie z Jerzym Kozłowskim i Zbigniewem Wolakiem w pracowni urbanistycznej w Wojewódzkiej Radzie Narodowej w Krakowie.
Krystian Seibert prowadząc zespół opracowywał plany miejscowe dla miast i szczegółowe plany osiedli mieszkaniowych oraz terenów przemysłowych i obszarów zielonych (1953-62).
Zaprojektował i zrealizował w zespole kościół pw. Matki Boskiej Fatimskiej w Tarnowie (1957). Wykonał szereg planów ogólnych i szczegółowych oraz projektów domów jednorodzinnych i obiektów sakralnych dla Tarnowa (1958) oraz Zakopanego i Regionu Tatrzańskiego (1965).
Po dziesięciu latach wyjechał na kontrakt do Syrii, gdzie był konsultantem w zakresie urbanistyki i architektury (1962-65) oraz opracowywał plany ogólne miast, systemy komunikacji i szczegółowe plany osiedli mieszkaniowych, np. projekt rozbudowy Latakii – 150 tys. miasta z terenami mieszkaniowymi, rekreacyjnymi i przemysłowymi (1966). Był głównym projektantem Nowego Miasta Al-Saura (z arab. Rewolucja) na pustyni w Syrii przy tamie nad rzeką Eufrat – plan ogólny miasta dla 100 tys. mieszkańców oraz szczegółowe plany wykonawcze (1966-68). Wykonał również projekt centralnej części Damaszku (1968).
Po powrocie do kraju Krystian Seibert pracował jako starszy wykładowca na Podyplomowym Studium Architektonicznym Wydziału Architektury Politechniki Krakowskiej (1968-71) oraz jako Główny i następnie Generalny Projektant Planu Ogólnego Krakowa i Krakowskiego Zespołu Miejskiego w Miejskiej Pracowni Urbanistycznej(1971-78). W tym okresie zaprojektował kościół w Klimontowie (1978, współpraca z M. Popławską).
Był Głównym Architektem Krakowa i Dyrektorem Wydziału Architektury Zarządu Miejskiego. Wówczas stał się odpowiedzialny za techniczne i administracyjne sprawy rozwoju przestrzennego Krakowa (1978-83). Uczestniczył w dyskusjach organizacyjnych, jak np. w projekcie porozumienia między Krakowem a Norymbergą w sprawie budowy metra w Krakowie. Zainicjował zmiany w ruchu komunikacyjnym w Starym Mieście, m.in. poprzez ograniczenie komunikacji samochodowej w obrębie Rynku Głównego w Krakowie.
Jego pracą habilitacyjną była książka napisana w 1983 pt. „Plan Wielkiego Krakowa”, którą uważał za szczytowe osiągnięcie w swojej karierze zawodowej.
Koncepcja Seiberta ujmuje wszystkie zjawiska zgodnie z zasadami myślenia urbanistycznego, które wymaga kompleksowego ujęcia wszystkich zjawisk i które, w różnorodności i złożoności uwarunkowań i potrzeb, znajduje optymalną odpowiedź dla realizacji wielostronnych aspiracji współczesnego człowieka. Badano trzy typy rozwiązań urbanistycznych modeli: skoncentrowanych, pasmowych i satelitarnych. Zaprojektowany układ przestrzenny Krakowskiego Zespołu Miejskiego jest odzwierciedleniem propagowanych w latach 70. zasad pasmowo-węzłowego systemu sieci osadniczej kraju i linearnych systemów wielkich aglomeracji, bazujących na wykorzystaniu szybkich środków transportu zbiorowego, w tym metro. Na tych właśnie zasadach zaprojektowano w planie KZM pasmo północne (Tonie – Nowa Huta) i południowe (Skawina – Wieliczka – Bodzanów) – spięte obszarem śródmieścia. Plan ten został wyróżniony wieloma nagrodami, między innymi I Nagrodą Ministerstwa Gospodarki Komunalnej. Zaniechanie realizacji znacznych elementów tego planu jest niewątpliwie przyczyną niepełnej funkcjonalności układu Krakowa.
W 1983 wyjechał do Australii na kontrakt z Ministerstwem Planowania i Architektury w stanie Wiktoria. Podjął pracę jako Główny Projektant następnie Manager i Dyrektor do spraw urbanistycznych (Urban Design) w Ministerstwie Planowania i Ochrony Środowiska w Melbourne. Kierował opracowaniem między innymi: planem strategicznym Melbourne (3,5–4,5 mln mieszkańców), planem regionalnym stanu Victoria, planem przekształcenia starych terenów portowych (Docklands) oraz projektem nowego centrum śródmiejskiego Southbank (1983-95).
W 1995 Krystian Seibert został zaproszony do udziału w międzynarodowym konkursie na Głównego Architekta Rijadu. Zajął pierwsze miejsce i został zatrudniony jako Generalny Projektant Stolicy Arabii Saudyjskiej (Rijad). Działał pod auspicjami Wysokiej Komisji Królewskiej i był odpowiedzialny za wszystkie opracowania urbanistyczne i realizacyjne dla dynamicznie rozwijającej się stolicy, m.in. opracowanie planu strategicznego rozwoju Rijadu dla ok. 6,5 mln mieszkańców do 2025 – obejmujący wszystkie aspekty rozwojowe, w tym zagadnienia socjoekonomiczne, środowiskowe, techniczne i transportowe oraz przestrzenne i architektoniczne (24 tomy), opracowanie założeń dla rewaloryzacji i ochrony wartości naturalnych wielkiej doliny Wadi Hanifa; współpracował przy opracowaniu koncepcji planu regionalnego dla centralnej części Arabii Saudyjskiej (1995-2007).
W 2007 wrócił do Polski, aby włączyć się w nurt prac nad rozwojem miasta Krakowa, dostrzegając wiele zmian nie zawsze dobrych dla charakteru miasta.
Był członkiem wielu stowarzyszeń zarówno w kraju, jak i zagranicą: Stowarzyszenia Architektów Polskich (SARP) od 1963 i Planning Institute of Australia (PIA) od 1987. Członek honorowy Niemieckiego Instytutu Planowania i Rozwoju (DASL) w Monachium, Królewskiego Instytutu Planowania Urbanistycznego (RTPI) w Londynie. Był również członkiem Komitetów Roboczych Polskiej Akademii Nauk (PAN) w latach 1970–1983. Był wiceprezesem Zarządu Głównego Towarzystwa Urbanistów Polskich (TUP) w latach (1975-84).

## Działalność akademicka
Starszy wykładowca, docent Wydziału Architektury Politechniki Krakowskiej, gościnny wykładowca na uniwersytetach w Brisbane, Hamburgu, Hanowerze, Damaszku, Melbourne (1965-2000)

## Nagrody i odznaczenia
Dr Krystian Seibert został odznaczony wieloma nagrodami i wyróżnieniami, między innymi: Srebrnym i Złotym Krzyżem Zasługi, Srebrną Odznaką honorową „Zasłużony dla Budownictwa i Przemysłu Materiałów Budowlanych”, Srebrnym odznaczeniem im. Janka Krasickiego, Krzyżem Kawalerskim Orderu Odrodzenia Polski. Następnie dostał Nagrodę Brata Alberta za osiągnięcia w projektowaniu obiektów sakralnych, Nagrodę Miasta Krakowa oraz Alistair Hepburn Award – australijską nagrodę urbanistów.